# 16-й отдельный зенитный артиллерийский дивизион
16-й отдельный зенитный артиллерийский дивизион — воинское подразделение в вооружённых силах СССР во время Великой Отечественной войны. Во время войны существовало три различных подразделения под одним и тем же номером.

## 16-й отдельный зенитный артиллерийский дивизион (4СК)
В составе действующей армии с 22.06.1941 по 02.07.1941 года.
В июне-июле 1941 года уничтожен в Белоруссии в Белостокском котле

### Подчинение
| Дата            | Фронт (округ)  | Армия     | Корпус (группа)       | Примечания |
| --------------- | -------------- | --------- | --------------------- | ---------- |
| 22.06.1941 года | Западный фронт | 3-я армия | 4-й стрелковый корпус |            |
| 01.07.1941 года | Западный фронт | 3-я армия |                       |            |
| 10.07.1941 года | Западный фронт |           |                       |            |

## 16-й отдельный зенитный артиллерийский дивизион (16ТД)
В составе действующей армии с 22.06.1941 по 06.08.1941 года.
Входил в состав 16-й танковой дивизии.
В августе 1941 года уничтожен вместе с дивизией в районе Умани

## 16-й отдельный зенитный артиллерийский дивизион (Войска ПВО)
В составе действующей армии с 22.06.1941 по 13.04.1943 года.

### Подчинение
| Дата            | Фронт (округ)             | Армия                                   | Корпус (группа) | Примечания |
| --------------- | ------------------------- | --------------------------------------- | --------------- | ---------- |
| 22.06.1941 года | Западный фронт            | Гомельский бригадный район ПВО          |                 |            |
| 01.07.1941 года | Западный фронт            | Гомельский бригадный район ПВО          |                 |            |
| 10.07.1941 года | Западный фронт            | Гомельский бригадный район ПВО          |                 |            |
| 01.08.1941 года | Западный фронт            | 28-я армия                              |                 |            |
| 01.09.1941 года | Западный фронт            | 28-я армия                              |                 |            |
| 01.10.1941 года | Брянский фронт            |                                         |                 |            |
| 01.11.1941 года | Брянский фронт            |                                         |                 |            |
| 01.12.1941 года | Юго-Западный фронт        |                                         |                 |            |
| 01.01.1942 года | Приволжский военный округ | Ряжско-Тамбовский дивизионный район ПВО |                 |            |
| 01.02.1942 года | Приволжский военный округ | Ряжско-Тамбовский дивизионный район ПВО |                 |            |
| 01.03.1942 года | Брянский фронт            | Ряжско-Тамбовский дивизионный район ПВО |                 |            |
| 01.04.1942 года | Брянский фронт            | Ряжско-Тамбовский дивизионный район ПВО |                 |            |
| 01.04.1942 года | Брянский фронт            | Ряжско-Тамбовский дивизионный район ПВО |                 |            |
| 01.05.1942 года | Брянский фронт            | Ряжско-Тамбовский дивизионный район ПВО |                 |            |
| 01.06.1942 года | Приволжский военный округ | Ряжско-Тамбовский дивизионный район ПВО |                 |            |
| 01.07.1942 года | Приволжский военный округ | Ряжско-Тамбовский дивизионный район ПВО |                 |            |
| 01.08.1942 года | Брянский фронт            | Ряжско-Тамбовский дивизионный район ПВО |                 |            |
| 01.09.1942 года | Брянский фронт            | Ряжско-Тамбовский дивизионный район ПВО |                 |            |
| 01.10.1942 года | Брянский фронт            | Ряжско-Тамбовский дивизионный район ПВО |                 |            |
| 01.11.1942 года | Брянский фронт            | Ряжско-Тамбовский дивизионный район ПВО |                 |            |
| 01.12.1942 года | Брянский фронт            | Ряжско-Тамбовский дивизионный район ПВО |                 |            |
| 01.01.1943 года | Брянский фронт            | Ряжско-Тамбовский дивизионный район ПВО |                 |            |
| 01.02.1943 года | Брянский фронт            | Ряжско-Тамбовский дивизионный район ПВО |                 |            |
| 01.03.1943 года | Брянский фронт            | Ряжско-Тамбовский дивизионный район ПВО |                 |            |
| 01.04.1943 года | Брянский фронт            | Ряжско-Тамбовский дивизионный район ПВО |                 |            |
| 01.05.1943 года | Брянский фронт            | Ряжско-Тамбовский дивизионный район ПВО |                 |            |

В апреле-мае 1943 года переформирован в 1423-й зенитный артиллерийский полк

## См.также
- 4-й стрелковый корпус
- 28-я армия
- 16-я танковая дивизия
- Гомельский бригадный район ПВО
- Ряжско-Тамбовский дивизионный район ПВО